# Джо Саттер
Джозеф «Джо» Саттер (21 березня 1921, Сіетл, штат Вашингтон, США — 30 серпня 2016, там само) — американський інженер компанії Боїнг і головний інженер проекту Боїнг 747. Журнал Смітсоніанського музею авіації та космонавтики журнал назвав Саттера «батьком 747».

## Раннє життя
Саттер народився в Сіетлі, штат Вашингтон, і виріс в безпосередній близькості від заводу Боїнга в Сіетлі. Він був словенського походження — його батько, Franc Suhadolc (1879—1945) родом з села Доброва, (Словенія), приїхав в Америку як золотошукач. Саттер навчався у Вашингтонському університеті і отримав ступінь бакалавра як авіаційний інженер в 1943 році.

## Кар'єра
У 1940 році Саттер влаштувався на літо працювати на один з заводів Боїнга під час навчання в університеті Вашингтона. У підсумку він став «батьком 747». Крім роботи в Боїнг, Саттер служив молодшим офіцером на борту есмінця ескорту авіаносця Едвард Х. Аллен (DE-531) в ВМС США під час Другої Світової Війни.

## Пізніше життя
Саттер працював в комісії Роджерса, по розслідуваннюкатастрофи космічного шаттла Челленджер. У 2002 році він був обраний як лауреат Зали Слави Міжнародної авіавантажної Асоціації та працював інженерним консультантом з продажів. Станом на липень 2010 року він був членом старшої консультативної групи компанії Боїнг, яка вивчала можливість заміни Боїнг 737 або ремоторизації існуючого літака. Протягом десятиліть він жив у Західному Сіетлі. У 2011 році, на його 90-річчя, головний інженерний корпус компанії Боїнг за номером 40-87 у місті Еверетт, штат Вашингтон, була перейменована на честь Джо Саттера. Саттер помер 30 серпня 2016 року у віці 95 років.

## Книга
Автор книг з авіації та історик Джей Спенсер працював у тісному співробітництві з Саттером протягом 18 місяців, щоб написати його автобіографію, озаглавлену 747: створення першого в світі Джамбо Джета та інші пригоди з життя в авіації (ИСБН 0-06-088241-7). Вона була опублікована в твердій палітурці в 2006 році і в м'якій обкладинці в 2007 році. Ця книга розповідає про дитинство Саттера дитинства і описує його життя і 40-річну кар'єру в компанії Boeing.
У книзі детально описується робота Саттера головним інженером проекту 747. Розробка цього літака, його проектування, виробництво, випробування, сертифікація і поставка авіакомпаніям світу. У книзі також описані наступні моделі 747 і два основних етапи оновлення типу 747–400 у 1989 році, і 747-8.

## Нагороди
За його внесок у розвиток комерційних реактивних літаків, нагороджений Національною медаллю технологій та інновацій США в 1985 році.